# Релігія в Катарі
Релігія в Катарі (2022)
Катар є ісламською державою, як і більшість країн Перської затоки, з багатоконфесійними меншинами внаслідок хвиль міграції за останні 30 років. Мусульмани становлять 65,5% населення Катару, за ними йдуть індуїсти — 15,4%, християни — 14,2%, буддисти — 3,3%, а решта 1,9% населення сповідують інші релігії або не є віруючими. Катар також є домом для багатьох інших релігій переважно з Близького Сходу та Азії.
Країна також приймала численні конференції міжконфесійного діалогу.

## Іслам
Державною релігією в Катарі є іслам. Більшість катарців належать до сунітської течії ісламу. Шиїти складають близько 10% мусульманського населення Катару. Релігійна політика встановлюється Міністерством у справах ісламу, а навчання ісламу є обов’язковим для мусульман у всіх школах, які фінансуються державою.
Державною мечеттю є мечеть Мохаммеда бін Абдул Вахаб, яка розташована в районі Леджбайлат і була спроектована відомим катарським архітектором Ібрагімом Джайдою, спираючись на традиційну катарську архітектуру.
У районі Аль Сук у Досі, поруч із Сук Вакіф, розташований Ісламський культурний центр Абдулли Бін Заїда Аль Махмуда. У центрі проводяться уроки арабської мови для початківців і середніх розмовників.
На вищому рівні ісламознавство викладають у Катарському університеті та на факультеті ісламознавства Університету Хамада Бін Халіфи (HBKU), де пропонується ступінь магістра. Шейха Моза бінт Насер, дружина батька Еміра та мати нинішнього Еміра, є найвідомішою випускницею даного університету.
Едюкейшн-Сіті також є домом для Центру ісламського законодавства та етики (CILE), мозкового центру, заснованого в 2012 році. Центр очолює швейцарський політичний філософ, професор Тарік Рамадан з Оксфордського університету.
Роль ісламу в наукових відкриттях також була сферою інтересів для Фонду Катару, а нещодавно було створено Товариство мусульманських вчених, до складу якого входять видатні члени. У 2010 році було розпочато спільне підприємство між видавництвом Bloomsbury Publishing і Qatar Foundation, у результаті якого вони опублікували книгу «Наука в ісламі».

## Індуїзм
Індуїсти складають 15,1% населення Катару. За оцінками, в країні проживає 422 118 індуїстів. Багато індуїстів походять з Південної та Південно-Східної Азії.

## Християнство
Християнська громада в Катарі — це різноманітна суміш емігрантів з Європи, Північної та Південної Америки, Азії, Близького Сходу та Африки. Вони становлять близько 14% від загальної кількості населення (2010). Відкрито в країні не працює жодна іноземна місіонерська група. У травні 2005 року уряд Катару передало в оренду ділянку на околиці Дохи представникам християнських церков країни для будівництва церковних будівель. Дослідження 2015 року обліковує приблизно 200 віруючих у Христа мусульманського походження, хоча не всі вони обов’язково є громадянами Катару.

## Буддизм
Буддизм представлений 3,0% населення Катару, в основному це трудові мігранти з Південно-Східної Азії.

## Зовнішні посилання
- Про Катар